# Świętoszów (gmina)

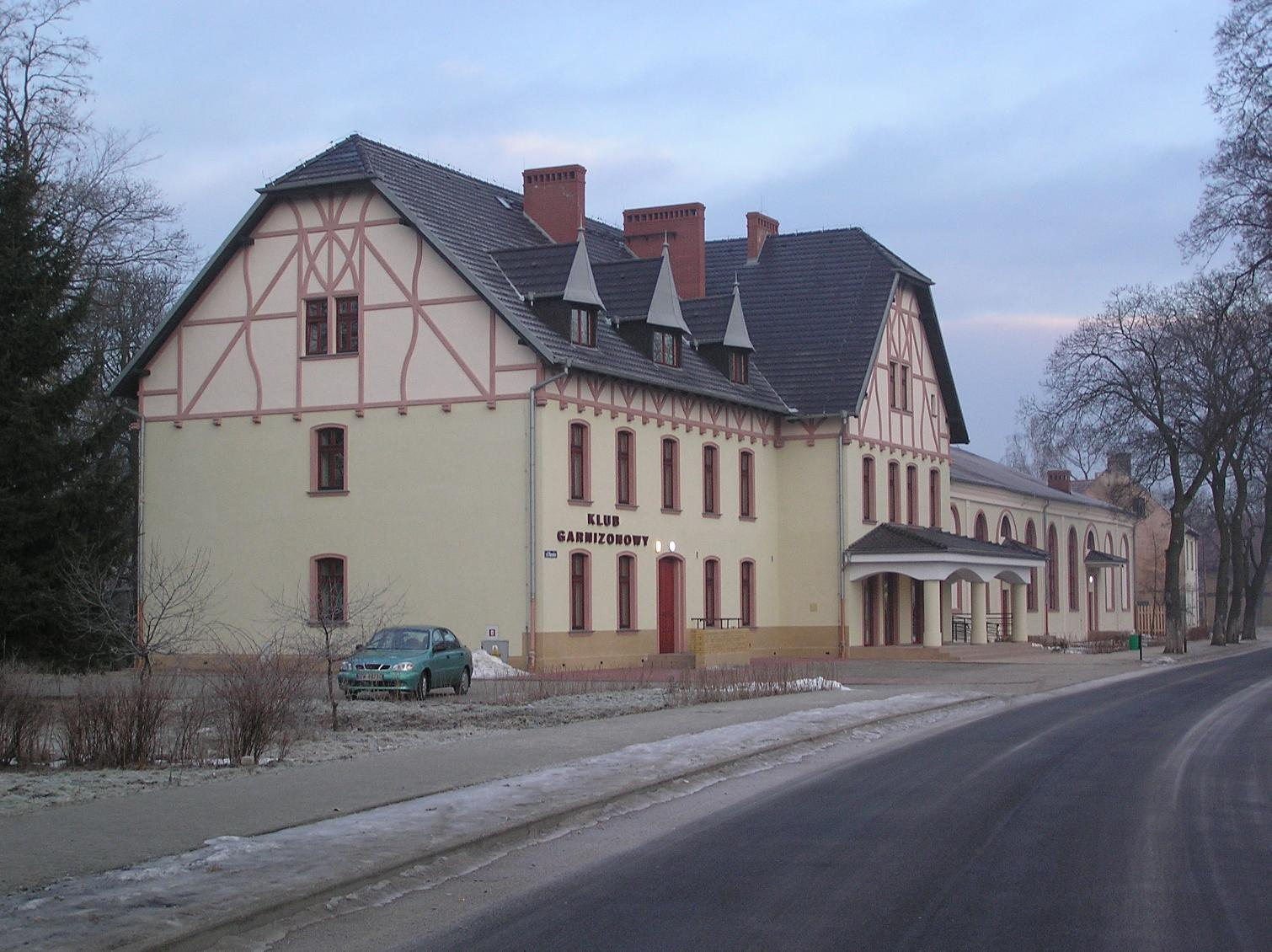
Dawny hotel w Świętoszowie

Świętoszów – dawna śródleśna gmina wiejska istniejąca w latach 1946–1954 w woj. wrocławskim i woj. zielonogórskim (dzisiejsze woj. lubuskie). Siedzibą władz gminy był Świętoszów.
Gmina Świętoszów powstała po II wojnie światowej (1945) na terenie tzw. Ziem Odzyskanych (tzw. II okręg administracyjny – Dolny Śląsk). 28 czerwca 1946 gmina – jako jednostka administracyjna powiatu żagańskiego – weszła w skład nowo utworzonego woj. wrocławskiego. 6 lipca 1950 gmina wraz z całym powiatem żagańskim weszła w skład nowo utworzonego woj. zielonogórskiego.
Według stanu z 1 lipca 1952 gmina składała się z 7 gromad: Dobre n. Kwisą, Luboszów (obecnie najmniejsza wieś niesołecka w Polsce), Łozy, Rudawica, Świętoszów, Trzebów i Żelisław. 4 lutego 1954 ważną część gminy Świętoszów (siedzibę gminy – Świetoszów oraz Luboszów) przyłączono do gminy Osiecznica w powiecie bolesławieckim w woj. wrocławskim.
Gmina została zniesiona 29 września 1954 wraz z reformą wprowadzającą gromady w miejsce gmin. Jednostki nie przywrócono 1 stycznia 1973 wraz z kolejną reformą reaktywującą gminy.